# Église Saint-Barthélémy-Apôtre de Għargħur

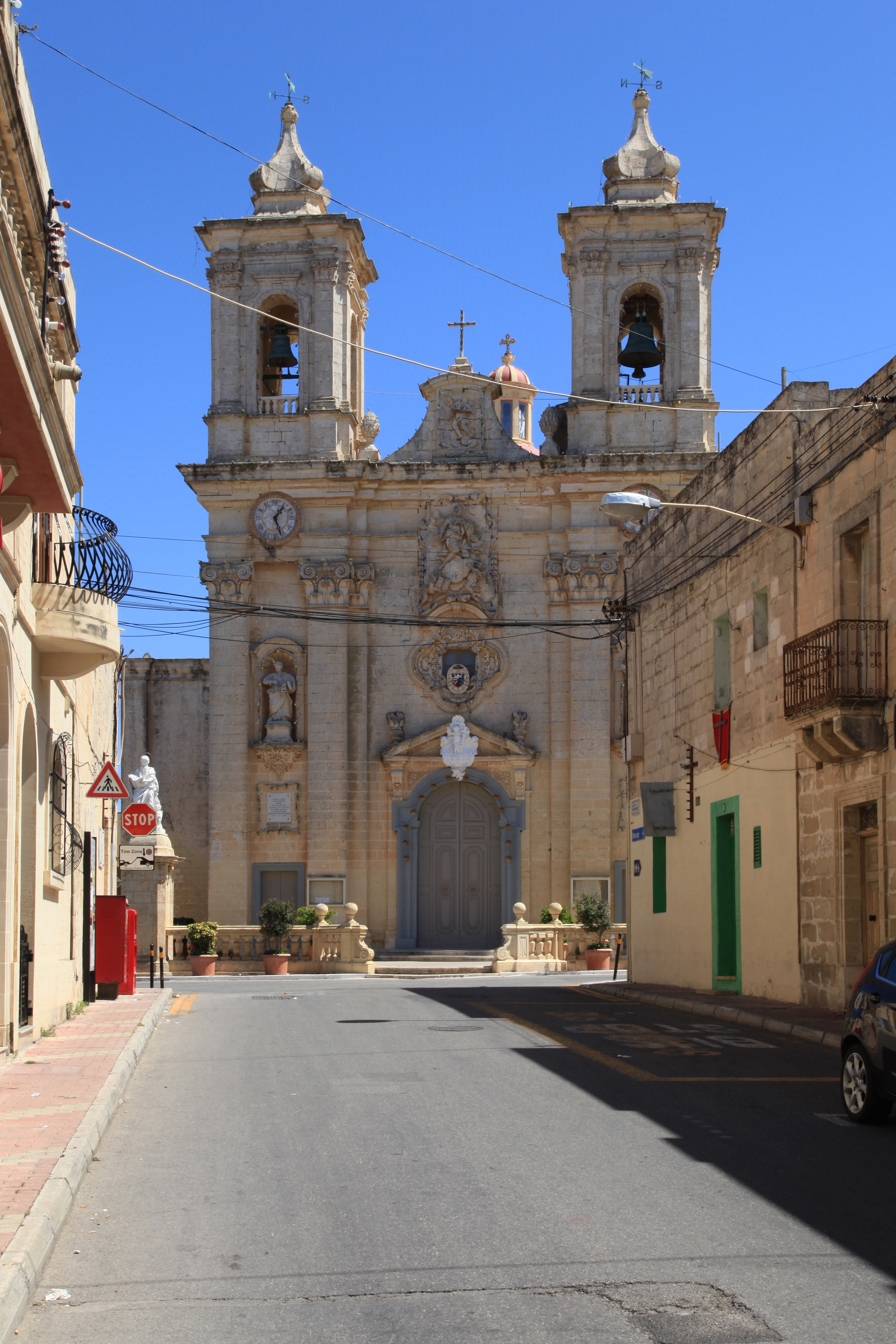
Église Saint-Barthélémy-Apôtre

Pour les articles homonymes, voir Église Saint-Barthélémy.
L'église paroissiale Saint-Barthélémy est une église catholique située à Għargħur, à Malte.

## Historique
Elle a été construite en 1610 et remaniée par l'architecte maltais Tumas Dingli en 1638.

## Intérieur
Elle possède un trésor assez riche, comprenant des pièces d'art religieux, des peintures ainsi que des sculptures.

## Procession
Certaines statues sont promenées dans les rues à l'occasion du Vendredi saint.